# William Cumming (Maler)
William Cumming (* 24. März 1917 in Kalispell, Montana; † 22. November 2010 in Seattle, Washington) war ein US-amerikanischer Maler und ein Mitglied der Northwest School, einer Kunstrichtung im pazifischen Nordwesten der Vereinigten Staaten.

## Leben
William Cumming  wurde 1917 in Kalispell, Montana, geboren und zog in jungen Jahren mit seiner Familie nach Portland, Oregon und später nach Tukwila, Washington, einem Vorort von Seattle. Er war weitgehend Autodidakt und erlernte das Zeichnen und Malen durch Fernkurse und regelmäßige Besuche in der Kunstabteilung der Seattle Public Library. 
Ende der 1930er Jahre arbeitete Cumming für das Federal Art Project der Works Progress Administration (WPA) in Seattle. Während dieser Zeit schloss er sich der Künstlergemeinschaft der Northwest School an, zu der auch Mark Tobey, Morris Graves, Kenneth Callahan und Guy Anderson gehörten. Seine Karriere wurde jedoch durch eine Tuberkuloseerkrankung unterbrochen, von der er sich mehrere Jahre erholen musste. Nach seiner Genesung kehrte Cumming in die Kunstszene zurück und wurde ein einflussreicher Kunstlehrer im pazifischen Nordwesten. Er unterrichtete unter anderem am Cornish College of the Arts in Seattle. William  Cumming bezeichnete sich selbst als „The Willie Nelson of Northwest Painting“ und blieb bis ins hohe Alter künstlerisch aktiv. 

## Werk
Cummings Werk bewegt sich an der Grenze zwischen Realismus und Abstraktion. Obwohl er die gegenständliche Malerei bevorzugte, ging es ihm weniger um fotografische Detailtreue als vielmehr darum, flüchtige Momente und Bewegungen einzufangen. Seine Bilder sind bekannt für die Darstellung von Menschen und Tieren in Bewegung, wobei er häufig auf detaillierte Gesichtszüge verzichtete und stattdessen die Dynamik der Körperhaltung betonte.
Seine Werke zeichnen sich durch kräftige Farben und expressive Pinselstriche aus, die den Betrachter in die dargestellten Szenen hineinziehen. Cumming ließ sich häufig von Alltagsszenen inspirieren und schuf so eine Verbindung zwischen Kunst und Alltag im pazifischen Nordwesten. 